# Calavanté
Calavanté – miejscowość i gmina we Francji, w regionie Oksytania, w departamencie Pireneje Wysokie.
Według danych na rok 1990 gminę zamieszkiwały 164 osoby, a gęstość zaludnienia wynosiła 80 osób/km² (wśród 3020 gmin regionu Midi-Pireneje Calavanté plasuje się na 899. miejscu pod względem liczby ludności, natomiast pod względem powierzchni na miejscu 1714.).